# ポジール

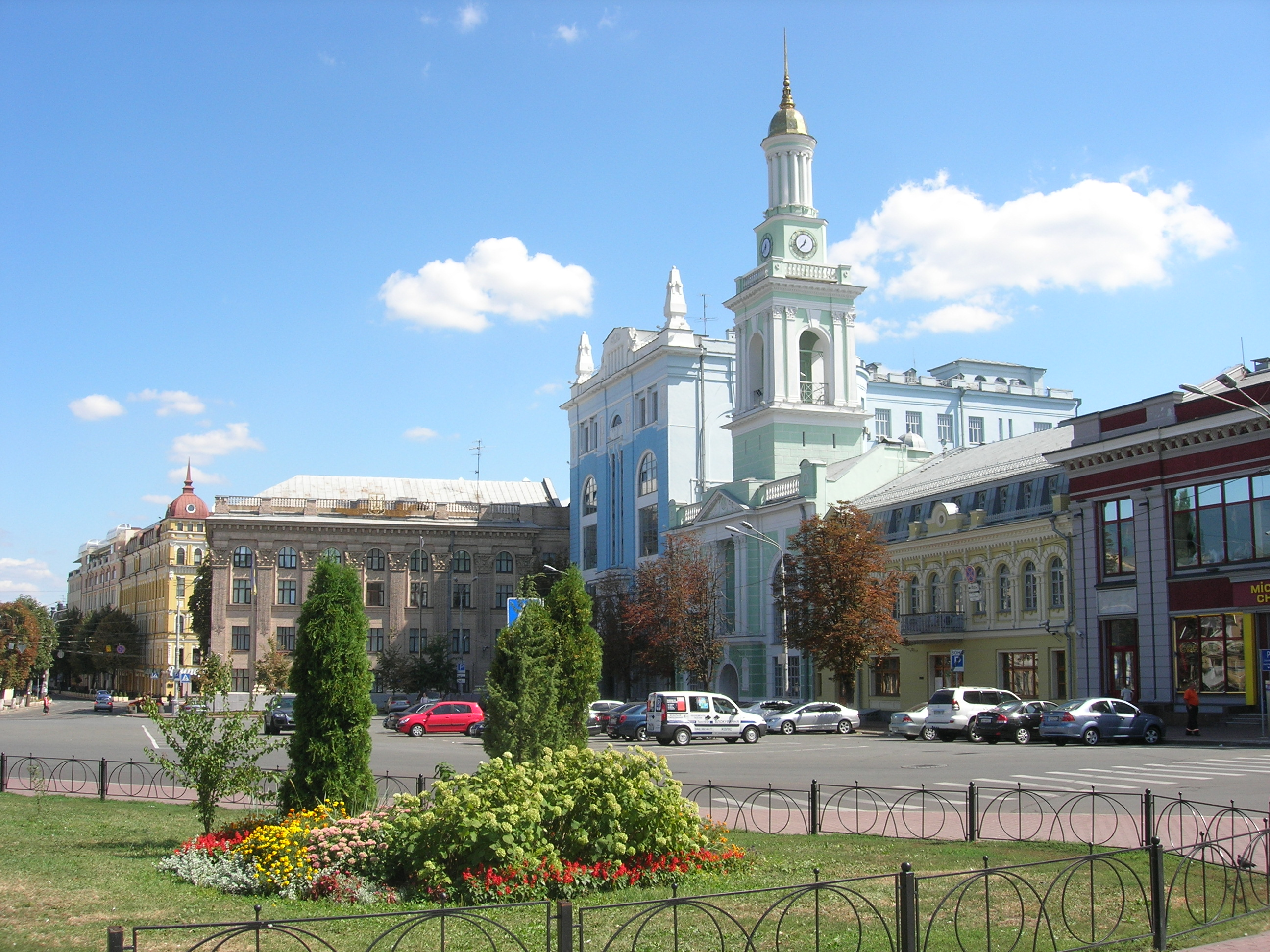
ポジールの中心地である契約広場

ポジール（ウクライナ語：Поділ；意訳：「麓」）は、ウクライナの首都キーウの歴史的地名。下町（Нижнє місто）、下キーウとも呼ばれる。ドニプロ川の右岸、「上町」が置かれた古キエフ山や城山などの麓に位置している。古キエフの城下地区。13世紀後半から18世紀にかけてキーウの歴史的中枢。19世紀以降、経済・文化的中心の一つ。

## 歴史

### 中世前期

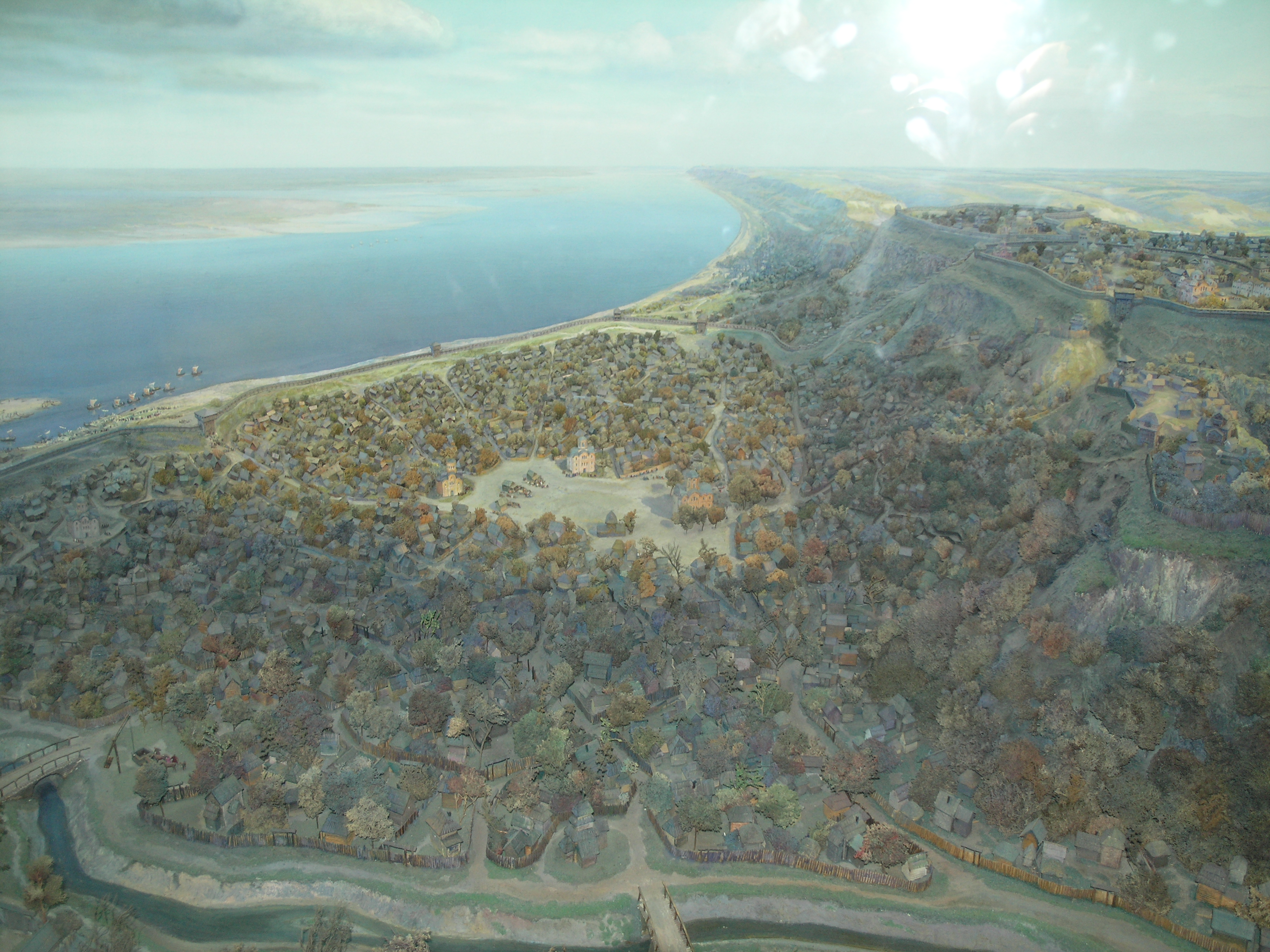
12世紀のキーウ。古キエフ（右上）とポジール（中央）。ウクライナ国立歴史博物館の模型

ポジールは、『ルーシ年代記』の945年の条で初めて言及される。発掘調査によれば、既に9世紀の末に存在したという。13世紀前半にかけてのポジールは、職人や商人などが暮らすキーウの城下地区であった。この地区はボールィチウ坂を通して大公や貴族が住む「上町」（古キエフ）と繋がっていた。12世紀以降のポジールの面積は凡そ200ヘクタールであった。地区は土塁と柵（ストルピエ）によって囲まれて守備されていた。ポジールを流れるドニプロ川の支流ポチャイナ川ではキーウ港が存在した。地区は数町に分かれており、町はいくつかの戸ないし屋敷（平均面積は300～400平方メートル）によって構成されていた。記録によれば、ポジールでは正教会のイッリャ聖堂、プィロホーシュチャ聖堂、トゥーリウ礼拝堂とノーヴホロド礼拝堂があったという。その他に、考古学調査によると、12世紀頃に大理石で造られた5つの聖堂もあったと考えられる。

### 中世後期・近世

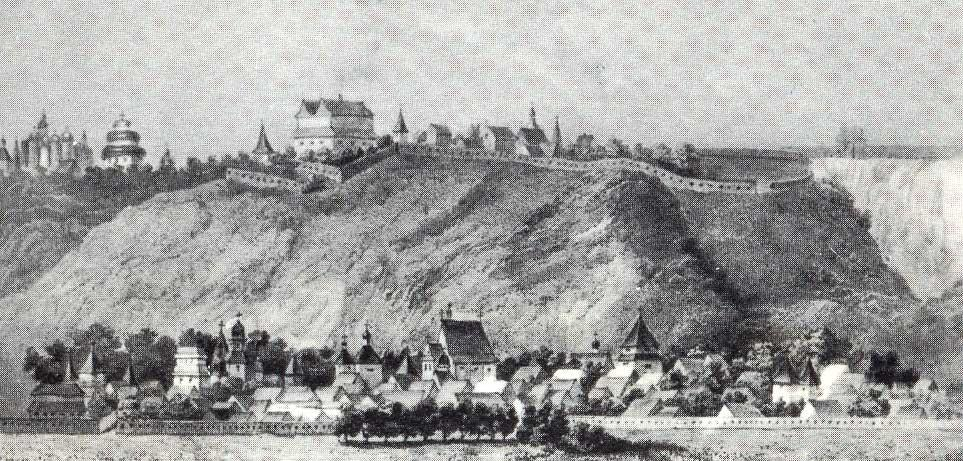
1651年頃のキーウ。山頂にはキーウ城。山麓にはポジール。

1240年のモンゴル襲来とキエフ攻城戦以降、キーウの中心地は古キエフ山（上町）からポジール（下の町）へ移った。しかし、外敵による打撃が大きかったため、ポジールの面積が縮小した。17世紀までに北西の境はポチャーイナ川へ流れるフルィボーチツャ川であった。
ポジールの中央では広場（現在の契約広場）と市場が置かれ、それを囲む形で市役所、大聖堂と商店が並んでいた。キーウの市役所は、1494年にリトアニア大公がキーウに自治権を賜った際、木造りの建物として建設された（18世紀に石造りものとして建て替えられた）。大聖堂は石造りの旧プィロホーシュチャ教会で、生神女就寝大聖堂と呼ばれた。ポジール全体はいくつかの小教区に区分され、それぞれの小教区では木造りの聖堂と宿泊施設が存在した。さらに、15世紀には市内の修道院であるフローリウ修道院が建立され、17世紀前半にはイエズス会の学校をモデルにした正教会のキエフ・モヒーラ学院が開かれた。
17世紀半ばまでにポジールではアルメニア人の生神女誕生教会、カトリックのキーウ大聖堂とドミニコ会の修道院附属聖ムィコライ大聖堂があった（後者の聖堂は17世紀末に正教会のペトロ・パウロ修道院の教会となり、1935年にソ連政権によって破壊された）。1741年にはギリシア人の聖カテリナ修道院が建立された。
17世紀の記録によれば、ポジールでは木材の舗装、水道、「サムソン」と呼ばれる噴水があったことがわかる。17世紀以前、一般市民の住宅は木造りであったが、それ以降裕福な商人とギルドは石造りの家を建てるようになった。1760年に商業施設である商客館（ホスティーンヌィイ・ドヴィール）が建設された。

### 近現代

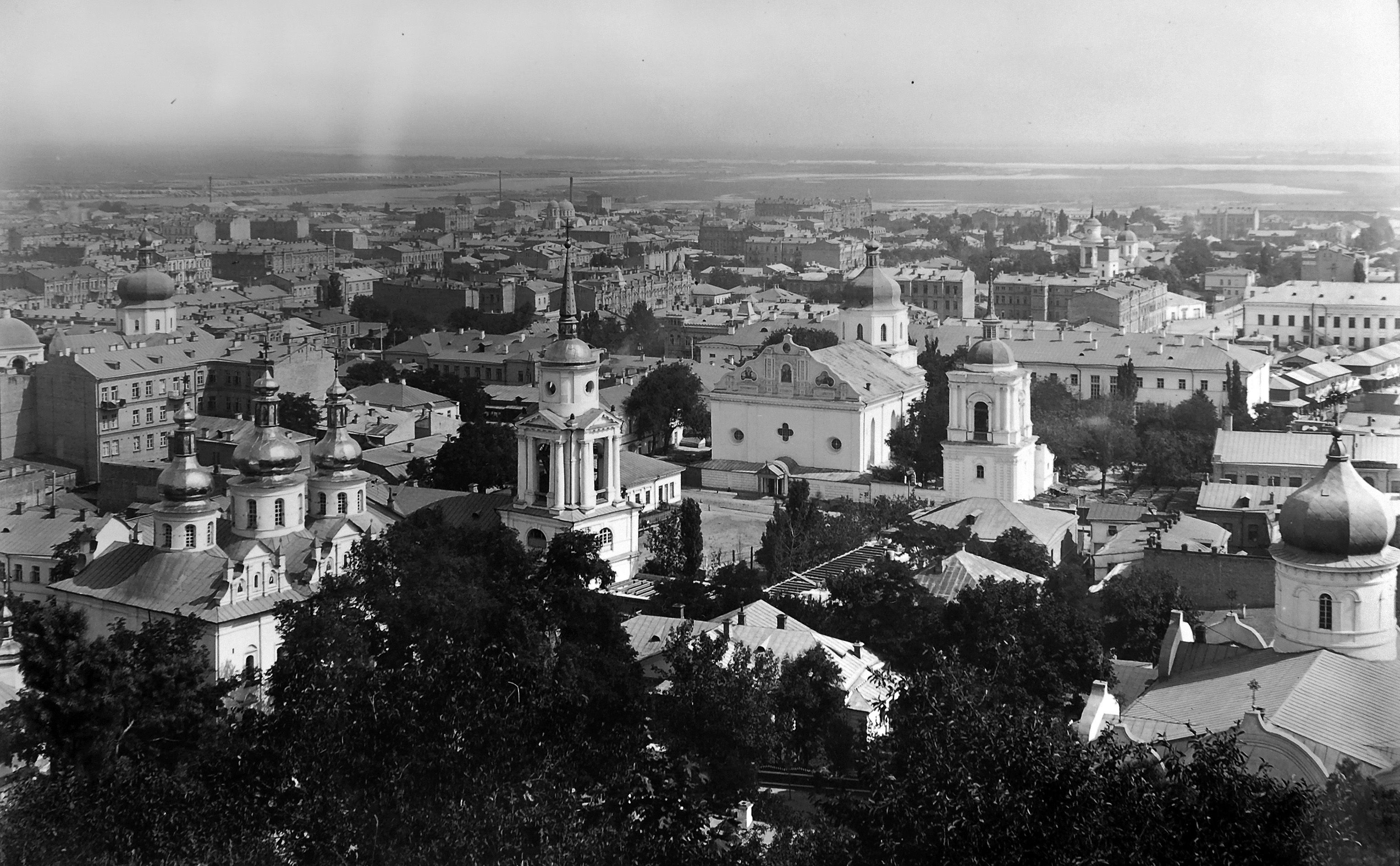
19世紀末のポジール。

1811年にポジールは大きな火災に遭い、11世紀から存在した不規則な道路の地取りが失われてしまった。その後、V.ゲステ(ウィリアム・ハスティー)の設計により、ポジールが四角い街区に分けられ、規則正しい道路の配置が敷かれた。1815年から1817年にかけて中央広場で市場を開くために契約館が建設された。
19世紀前半にはキーウの中心はポジールからペチェールシクへ移り、さらに後半にはペチェールシクからフレシチャーティクへ移転した。しかし、キーウにとってのポジールは相変わらず重要な地域であり続けた。ポジールではキーウの名門であったキエフ神学学院、多数の繁華街、そしてキーウ港があったからである。さらに、19世紀から20世紀にかけてポジール以北に工業地区が形成された、高級の邸宅が建設されるようになった。
19世紀から20世紀初頭の間に、ポジールは2つの区域に区分されていた。南はポジール自体、北はプローシケという区域であった。2つの区域の間にフルィボーチツャ川が流れ、境目をなしていた。1861年にプローシケではキーウにおける2つの警察署の内の1つが置かれた。
1921年にポジールではポジール区という行政単位が設置された。
ソ連時代におけるポジールは多くの文化財、とりわけ教会建築を失った。新た施設としてドニプロ川のウォーターフロント（1980年代）、新たなキーウ港（1961年）、市場（1980年）が建てられた。
1970年代に、キエフ地下鉄の建設に伴ってポジールでは大規模の発掘調査が行われた。以後、ポジールの全区域は保護区域に指定され、ポジールの南部は特別建築保護区域に指定された。
ウクライナ独立後、ポジールではキエフ・モヒーラ学院の伝統を受け継ぐ「キーウ・モヒーラ・アカデミー国立大学」が復興された。

## 画像

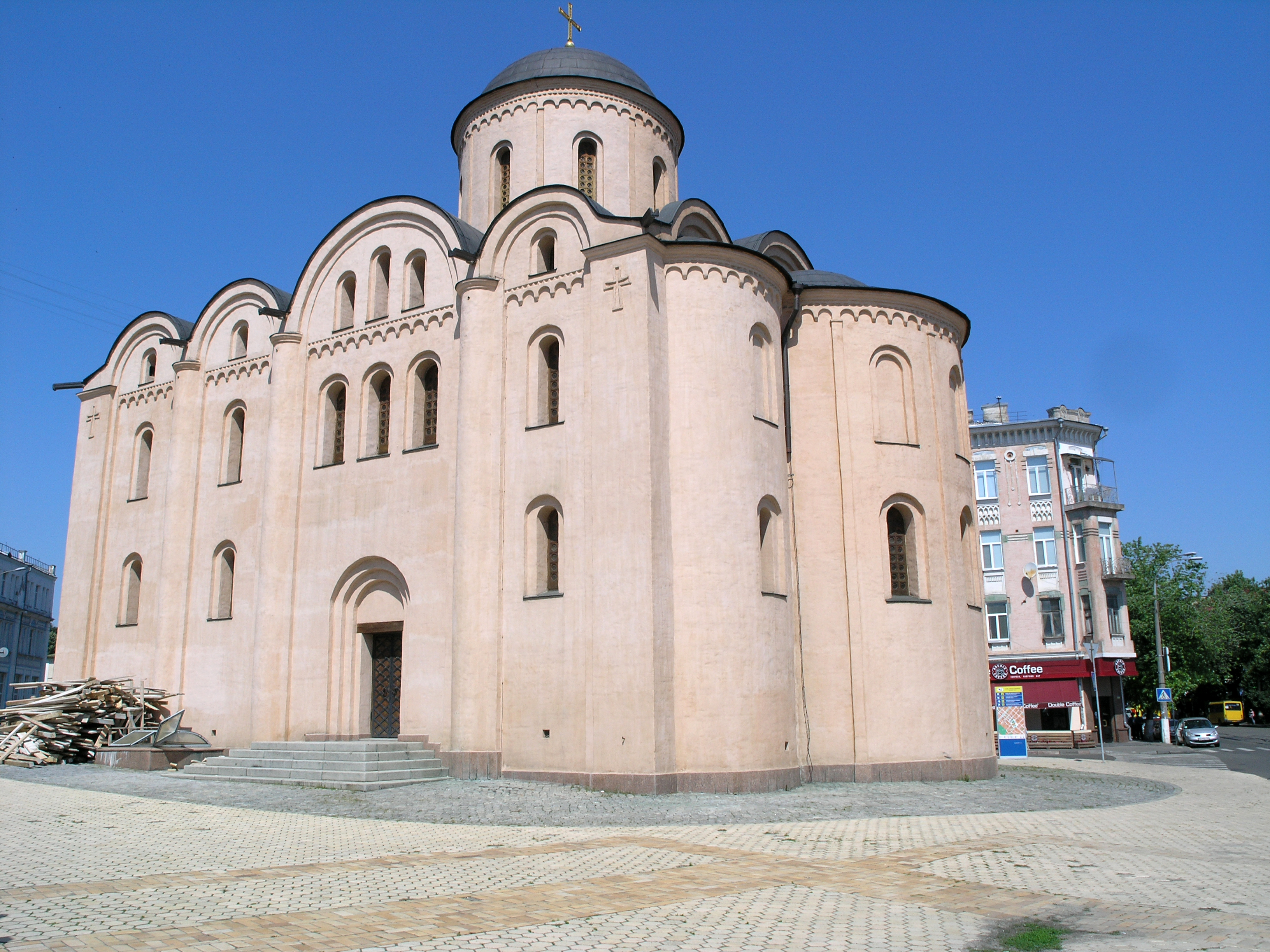
プィロホーシュチャ教会
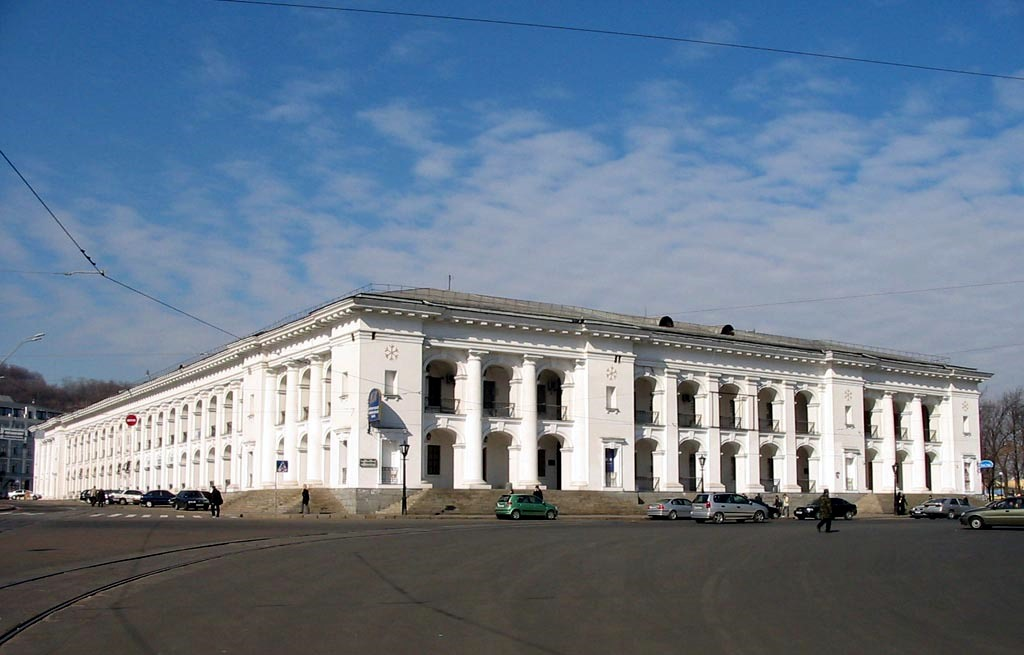
商客館
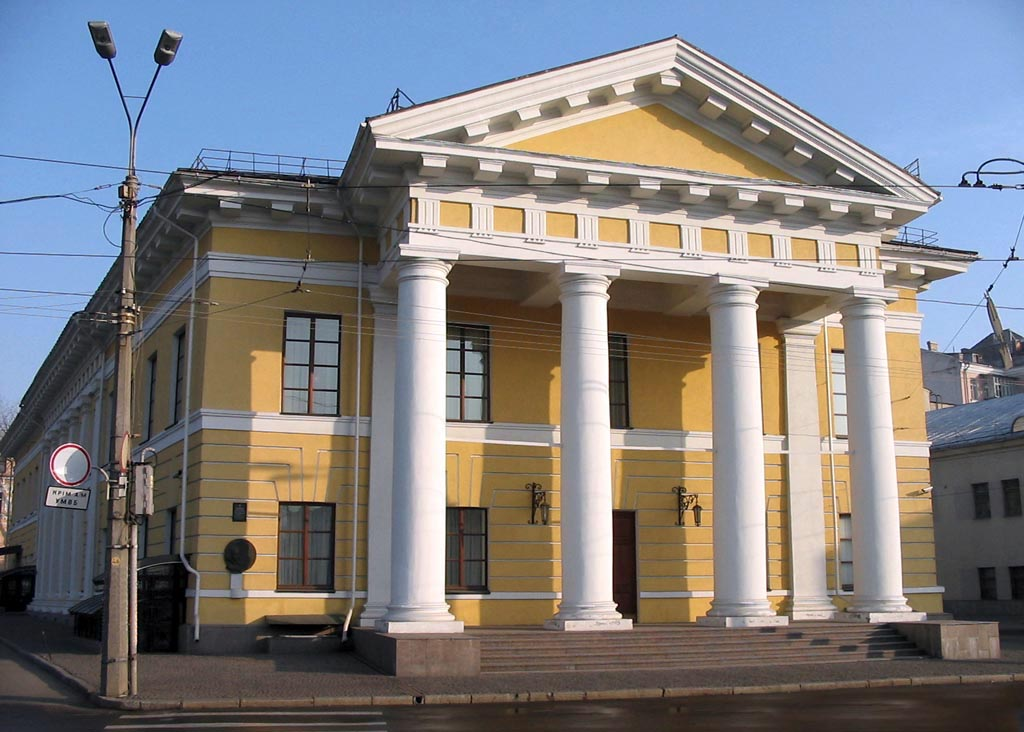
契約館
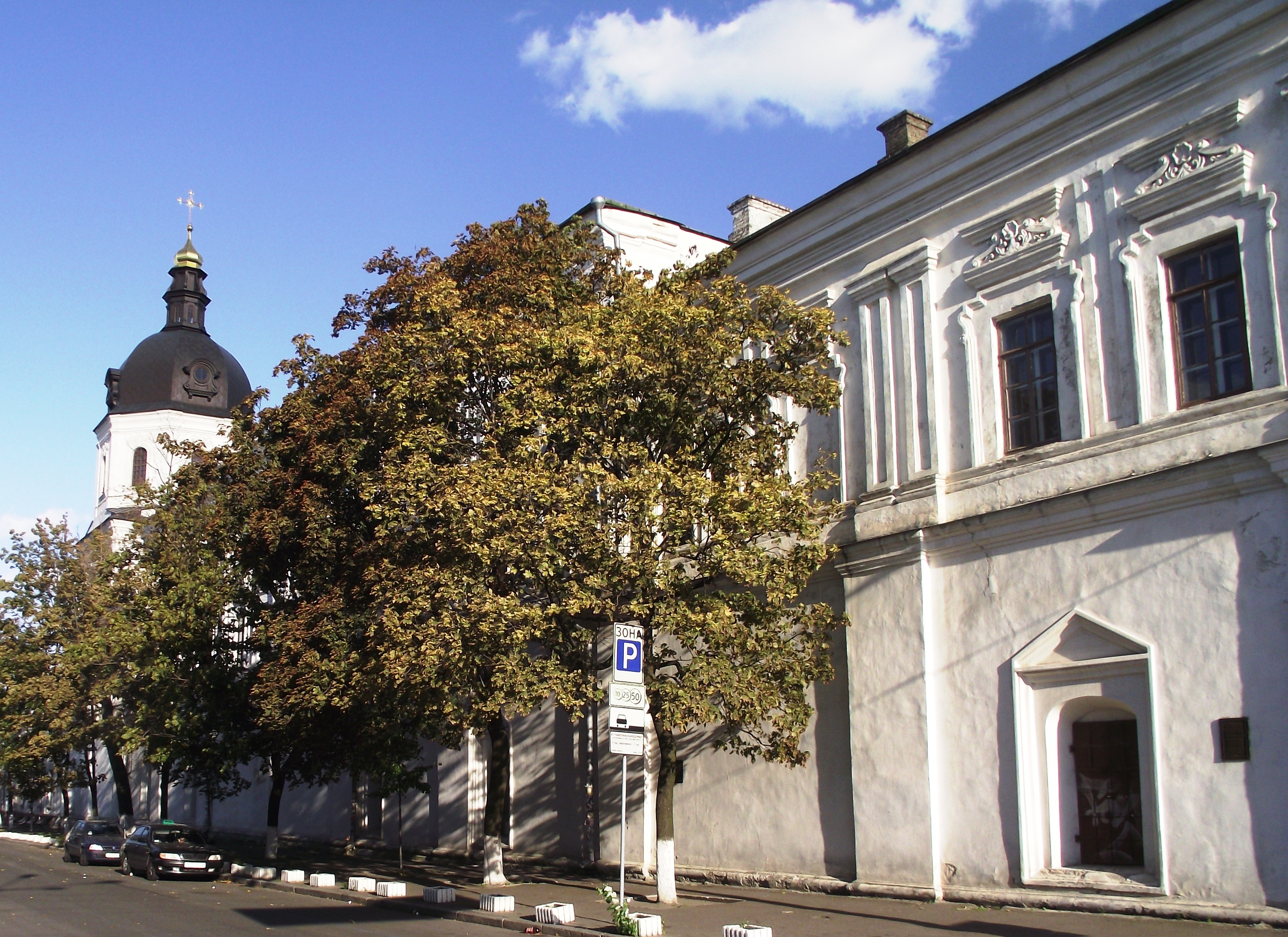
モヒーラ大学
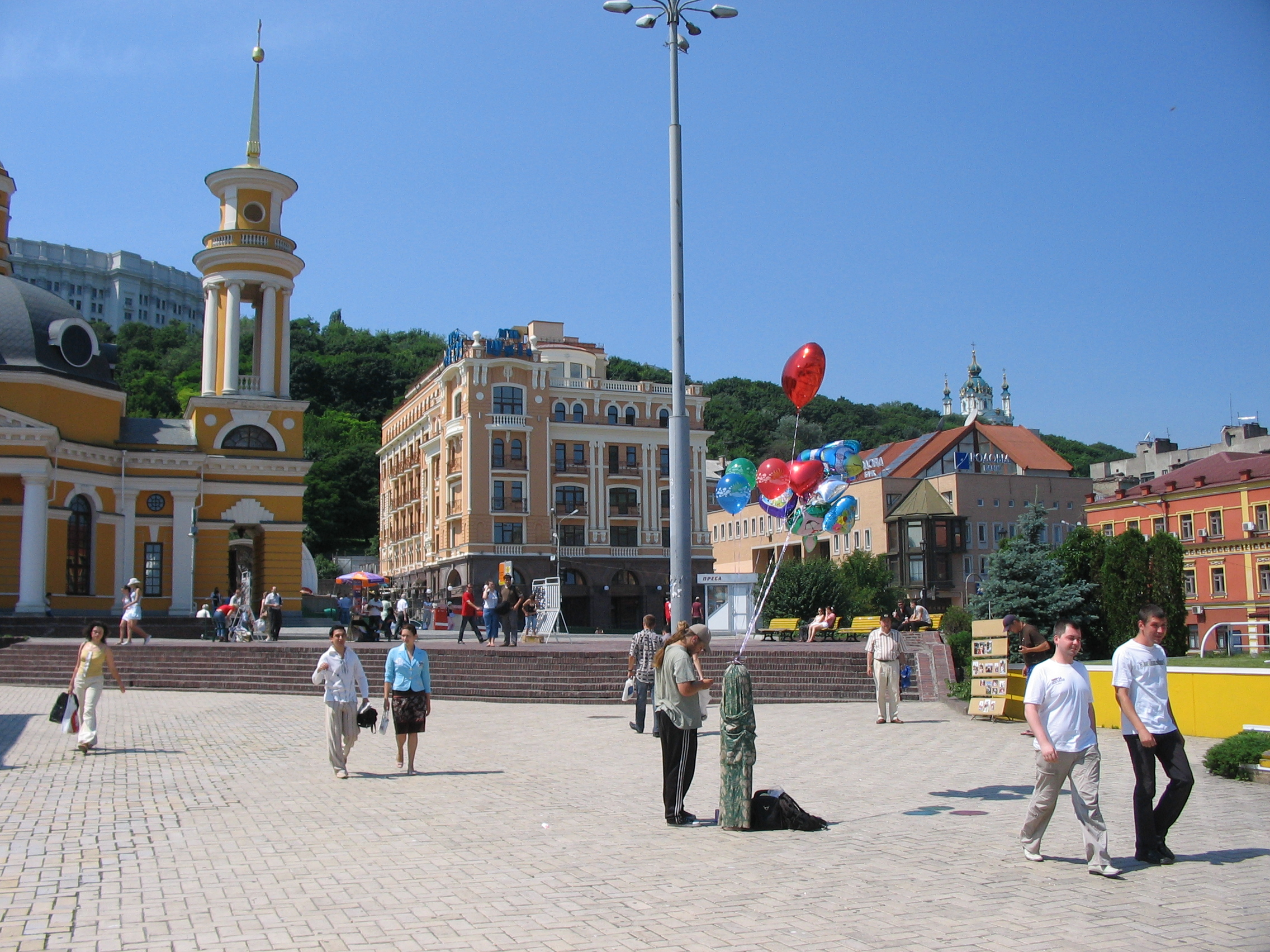
郵便局広場

## リンク
- ウィキメディア・コモンズには、ポジールに関するカテゴリがあります。